# Franklin (comté de Milwaukee, Wisconsin)
Pour les articles homonymes, voir Franklin et Franklin (Wisconsin).
Franklin est une ville du comté de Milwaukee dans l'état du Wisconsin.
Sa population était de 35 451 habitants en 2010.